# Rum (geografi)
Rum är inom geografi ett område som kan rymma natur eller bebyggelse. Det geografiska rummet kan mena en mer exakt plats beskriven med omgivande koordinater, men också ett område mer allmänt. 